# Rahowardiana
Genre
Rahowardiana est un genre de plantes de la famille des Solanaceae.